# 赫爾德條件
數學上，稱{\displaystyle \mathbb {R} ^{n}}上的實值函數{\displaystyle f}適合赫爾德條件，或稱赫爾德連續，當存在非負常數{\displaystyle C}，{\displaystyle \alpha }，使得{\displaystyle \forall x,y\in \mathbb {R} ^{n}},
{\displaystyle |f(x)-f(y)|\leq C|x-y|^{\alpha }.}
這條件可以推廣至任何兩個度量空間之間的函數。{\displaystyle \alpha }稱為赫爾德條件的指數。如果{\displaystyle \alpha =1}，則函數適合利普希茨條件。如果{\displaystyle \alpha =0}，則函數不過是有界的。
由適合某個赫爾德條件的函數組成的赫爾德空間，在泛函分析有關解偏微分方程的領域有基本地位。記{\displaystyle \Omega }為某個歐幾里得空間的開集，赫爾德空間{\displaystyle C^{n,\alpha }(\Omega )}所包含的函數，是直到n階微分都適合指數{\displaystyle \alpha }的赫爾德條件。這是拓撲向量空間，可以定義半範數：
{\displaystyle |f|_{C^{0,\alpha }}=\sup _{x,y\in \Omega }{\frac {|f(x)-f(y)|}{|x-y|^{\alpha }}},}
對{\displaystyle n\geq 0}，下式給出範數：
{\displaystyle \|f\|_{C^{n,\alpha }}=\|f\|_{C^{n}}+\max _{|\beta |=n}|D^{\beta }f|_{C^{0,\alpha }}}
其中{\displaystyle \beta }涵蓋所有多重指標，而
{\displaystyle \|f\|_{C^{n}}=\max _{|\beta |\leq n}\sup _{x\in \Omega }|D^{\beta }f(x)|}

## C0,α(R){\displaystyle C^{0,\alpha }({\mathbb {R} })}的例子
- 如果{\displaystyle 0<\alpha \leq \beta \leq 1}，那麼所有{\displaystyle C^{0,\beta }}赫爾德連續函數都是{\displaystyle C^{0,\alpha }}赫爾德連續的。這也包括了{\displaystyle \beta =1}(这里需要集合是有界的)，所以所有利普希茨連續函數都是{\displaystyle C^{0,\alpha }}赫爾德連續。

- 在{\displaystyle [0,3]}上定義函數{\displaystyle f(x)={\sqrt {x}}}，{\displaystyle f}不是利普希茨連續；但對{\displaystyle \alpha \leq {\frac {1}{2}}}，{\displaystyle f}是{\displaystyle C^{0,\alpha }}赫爾德連續。